# Blangy-Tronville
Blangy-Tronville là một xã ở tỉnh Somme, vùng Hauts-de-France, Pháp.

## Địa lý
Thị trấn này tọa lạc bên hai bờ sông Somme, 3 dặm Anh về phía đông của Amiens trên đường D267.

## Dân số
| 1962                                                         | 1968 | 1975 | 1982 | 1990 | 1999 |
| ------------------------------------------------------------ | ---- | ---- | ---- | ---- | ---- |
| 313                                                          | 320  | 335  | 490  | 565  | 553  |
| Số liệu điều tra dân số từ năm 1962, dân số không tính trùng |      |      |      |      |      |